# ピクス (企業)
株式会社ピクス（英: P.I.C.S. Co., Ltd.）は、東京都渋谷区に本社を置く映像制作会社である。PICSと表記される場合もある。
2001年にMTV JAPANより分社化し、株式会社ピクスとして独立。現在はIMAGICA GROUPに属する。CM・ミュージックビデオ・OOH（プロジェクションマッピング、屋外広告映像、音楽ライブステージ映像、イベント映像、常設展示映像）・放送局用映像、企業C.I、ショートフィルム、映画、オリジナルコンテンツ、(タイムスクープハンター、スチーム係長、trainsurfer、昭和ダイナマイト)制作等、ジャンルを問わず幅広く活動している。　
カンヌライオンズ 国際クリエイティビティ・フェスティバル、ADFEST、PROMAX&BDA、文化庁メディア芸術祭、アニメーションフェスティバル等で受賞多数、国際的な評価が高い。

## 所属クリエイター
- In house
  - 中尾浩之
  - 宅野祐介
  - 木津裕史
- management
  - 喜田夏記
  - 池田一真
  - 橋本大祐
  - 黒田賢
  - 安田大地
  - 須藤カンジ
  - 安藤隼人
  - 稲葉秀樹
  - くろやなぎてっぺい
  - 此元和津也
  - HEADS
  - 針生悠伺
  - 加藤ヒデジン
  - 木下麦
  - Seishiro
  - 渡部康成
  - 水井翔
  - マイ
  - 若林萌

## 主な作品
- CONTENTS
  - タイムスクープハンター season1～6（TV放送）
  - 劇場版タイムスクープハンター（映画）
  - スペースバグ（TV放送）
  - オッドタクシー（TV放送）
  - ブルバスター（TV放送）
- OOH
  - 東京ビッグサイト プロジェクションマッピング “MUSICAL CLOCK” "SPORTING SPRIT"
  - 「東京スカイツリータウン®ドリームクリスマス2014」プロジェクションマッピング
  - フジテレビ SMAP×SMAP "FACE HACKING"
  - 六本木ヒルズ 10 周年〜LOVE TOKYO〜「TOKYO CITY SYMPHONY」
  - TOKYO STATION VISION
  - 鶴ヶ城プロジェクションマッピング「はるか」
  - DOCKYARD PROJECTION MAPPING / YOKOHAMA ODYSSEYドックヤードガーデン
  - NHK 紅白歌合戦 ステージ映像
  - SUBARU NEW LEGACY Projection Installation
- MUSIC VIDEO
  - SEKAI NO OWARI「炎と森のカーニバル」他
  - 日向坂46「JOYFUL LOVE」他
  - Perfume「Pick Me Up」他
  - 家入レオ「もし君を許せたら」他
  - ゲスの極み乙女。「人生の針」他
  - FOMARE「FROZEN」他
  - ゆず「ヒカレ」他
- LIVE STAGE MOVIE
  - L’ Arc ~ en ~ Ciel World Tour 2012 ステージ映像
  - ゆず LIVE DVD&Blu-ray「LIVE FILMS 新世界」ステージ映像
- ADVERTISE
  - TOSHIBA Electric Bus Tours / Virtual Reality & Video Mapping Web Movie
  - TOSHIBA OZONE GENERATOR / 3D Projection Mapping & 3D Hologram Web Movie
  - Dr.Scholl 寝ながらメディキュット「ずっとあったか 2015」篇 TV-CM
  - LUX Luminique「誕生」篇 TV-CM

## 受賞歴
- 2004 
  - short shorts film festival「ZERO」グランプリ／審査員賞／学生審査員賞 トリプル受賞
  - クレモンフェラン短編映画祭「ZERO」
  - Resfest Japan tour ACIDMAN「shortfilm」＜Resmix shorts＞Awdience Choice Awards 受賞
  - PROMAX&BDA「LaLa TVイメージ篇」入賞
- 2005 
  - 文化庁メディア芸術祭 アニメーション部門 ACIDMAN「shortfilm」優秀賞受賞
  - SICAF2005 TV&Commissioned FilmにてACIDMAN「shortfilm」審査員特別賞を受賞
  - Vila Do Condo（ポルトガル映画祭）ACIDMAN「shortfilm」コンペ部門ノミネート
  - エディンバラ国際映画祭ミラーボール（イギリス）「flowery」招待上映・
- 2006
  - 文化庁メディア芸術祭アニメーション部門「flowery」優秀賞受賞
- 2007
  - annecy2007「昭和ダイナマイト」Dir.中尾浩之上映
- 2011
  - PromaxBDA  2011」にて

　WOWOW Station-ID [Flame]（Dir.黒田賢）シルバー受賞
など多数

## 本社所在地
- 東京都渋谷区恵比寿南3-9-19 サイシンビル